# 杜根成
杜根成（1956年—），中华人民共和国新疆富蕴人，前新疆维吾尔自治区博物馆馆长。在任期间，新疆维吾尔自治区博物馆丑闻频出，藏品两次被盗、两次私自销毁藏品。其中，2002年的盗窃案被称为“令考古界震惊的特大文物盗窃案”。2002年新疆维吾尔自治区博物馆被盗事件发生后，博物馆员工举报杜根成有经济问题。杜根成后因受贿被判有期徒刑十年。

## 生平
杜根成毕业于新疆大学历史系，毕业后分配至新疆维吾尔自治区农机厂子弟学校担任体育教师。后来调动至新疆维吾尔自治区博物馆，在陈列部工作。1990年初，杜根成成为陈列部主任。1992年，杜根成升任新疆维吾尔自治区文化厅文物处副处长。1993年，杜根成赴库车县挂职副县长。1995年11月任新疆维吾尔自冶区博物馆馆长、副研究馆员。2000年春，新疆维吾尔自冶区博物馆22件珍贵文物被文物贩子骗出并以40万元人民币的价格倒卖，时任博物馆考古部副主任黄小江被判刑。据说，这次被盗后，一位媒体记者遇见了正在北京开会的杜根成，谈及此事，杜根成轻描淡写地说：“哪个博物馆不丢几件东西？”2002年9月30日，博物馆再次被盗，6件文物（含5或4件国家一级文物）被窃走。博物馆员工举报杜根成工作不力，管理不善，博物馆本有现代防盗设备却不使用，雇用的值班人员年事已高且缺少装备，展厅窗户不作加固。另外，还举报杜根成私自指挥销毁馆藏文物，以掩盖保管不善致使文物发霉，又编造列表来掩盖销毁文物的事情；杜根成组织博物馆人员在陈列馆和文物保护楼前用明火聚餐；游商小贩可随意出入博物馆；2000年的盗窃案发生后试图掩盖，迟迟不上报；对人员管理不力，博物馆两次摔坏展品。博物馆员工也举报了杜根成的经济问题。还有人反映，杜根成缺乏业务素质，不懂专业名词。2003年6月，检察机关对杜根成涉嫌受贿展开调查，很快批准逮捕杜根成。最后，检查机关查出杜根成受贿10次，总金额为20.8万人民币。杜根成自己承认，他为了升级为副厅级，需要用钱打点关系，因此在博物馆基建上大作文章，从中取利。杜根成由于大搞基建，也被称为“基建馆长”。2003年11月3日，乌鲁木齐市中级人民法院一审判决杜根成犯受贿罪，处以有期徒刑十年、剥夺政治权利一年，全部追缴其非法所得。
杜根成在新疆博物馆很不得民心。被捕后，新疆博物馆的30多名员工联名向检察机关写了感谢信，感谢检察机关将杜根成抓走。甚至有干部和员工主动凑出2,000元人民币，打算以此慰劳办案人员。